# Kolcheti 1913 Poti
Kolcheti 1913 Poti (Georgisch: ფკ კოლხეთი 1913 ფოთი) is een Georgische voetbalclub uit de stad Poti.

## Geschiedenis
De club werd in 1913 opgericht en werd 2 keer kampioen van Georgië ten tijde van de Sovjet-Unie toen de competitie een lagere klasse was in het Sovjet-systeem. Sinds de oprichting van de Georgische hoogste klasse in 1990 was de club elk seizoen van de partij in de hoogste klasse tot 2006, de Erovnuli Liga. De eerste seizoenen eindigde de club telkens in de top 5, op 1993 na en in 1994 en 1997 werd de club vice-kampioen. Na nog enkele 5de en 6de plaatsen werd de club 9de op 12 teams in 2004. In 2005 zou de club zelfs degraderen ware het niet dat de competitie van 10 clubs werd uitgebreid naar 16 clubs. In 2006 eindigde Kolcheti 1913 Poti op een veilige 10e plaats, maar trok zich terug voor 2006/07 omdat de club niet langer op overheidssteun kon rekenen.
In 2019 degradeerde de club naar de Liga 3 maar keerde in 2024 alweer terug op het hoogste niveau.

## Erelijst
- Kampioen SSR Georgië
  - 1978, 1988

## Eindklasseringen (grafiek) vanaf 1990
| 5 |

| 4 |

| 5 |

| 9 |

| 2 |

| 3 |

| 3 |

| 2 |

| 3 |

| 4 |

| 5 |

| 5 |

| 4 |

| 6 |

| 8 |

| 9 |

| 10 |

| T |

| 5 |

| 5 |

| 2 |

| 7 |

| 6 |

| 12 |

| 2 |

| 10 |

| 12 |

| 4 |

| 9 |

| 10 |

| 9 |

| 2 |

| 2 |

| 2 |

| 1 |

| 6 |

| Erovnuli Liga | Erovnuli Liga 2 | Liga 3 (Georgië) |

## Kolkheti in Europa
#Q = #kwalificatieronde, T/U = Thuis/Uit, W = Wedstrijd, PUC = punten UEFA-coëfficiënten .
Uitslagen vanuit gezichtspunt Kolcheti 1913 Poti
| Seizoen                                                    | Competitie    | Ronde         | Land                          | Club                   | Totaalscore | 1e W    | 2e W    | PUC |
| ---------------------------------------------------------- | ------------- | ------------- | ----------------------------- | ---------------------- | ----------- | ------- | ------- | --- |
| 1996                                                       | Intertoto Cup | Groep 12      | Vlag van Frankrijk            | EA Guingamp            | 1-3         | 1-3 (T) |         | 0.0 |
|                                                            |               | Groep 12      | Vlag van Servië en Montenegro | FK Zemun               | 2-3         | 2-3 (T) |         | 0.0 |
|                                                            |               | Groep 12      | Vlag van Finland              | FF Jaro                | 0-2         | 0-2 (U) |         | 0.0 |
|                                                            |               | Groep 12 (5e) | Vlag van Roemenië             | Dinamo Boekarest       | 0-2         | 0-2 (U) |         | 0.0 |
| 1997/98                                                    | UEFA Cup      | 1Q            | Vlag van Wit-Rusland          | Dinamo Minsk           | 2-2 u       | 0-1 (U) | 2-1 (T) | 2.0 |
| 1998/99                                                    | UEFA Cup      | 1Q            | Vlag van Servië en Montenegro | Rode Ster Belgrado     | 0-11        | 0-4 (T) | 0-7 (U) | 0.0 |
| 1999                                                       | Intertoto Cup | 1R            | Vlag van Noord-Macedonië      | Cementarnica 55 Skopje | 2-8         | 2-4 (U) | 0-4 (T) | 0.0 |
| Totaal aantal behaalde punten voor UEFA-coëfficiënten: 2.0 |               |               |                               |                        |             |         |         |     |

Zie ook
- Deelnemers UEFA-toernooien Georgië
- Eeuwige ranglijst van deelnemers UEFA-clubcompetities

Dila Gori · 
Dinamo Batoemi ·
Dinamo Tbilisi ·
Gagra · 
Iberia 1999 ·
Kolcheti 1913 Poti ·
Samgoerali · 
FC Samtredia ·
Telavi ·
Torpedo Koetaisi ·